# Sternotherus odoratus
Sternotherus odoratus är en sköldpaddsart som beskrevs av Pierre André Latreille 1802. Sternotherus odoratus ingår i släktet Sternotherus och familjen slamsköldpaddor. IUCN kategoriserar arten globalt som livskraftig. Inga underarter finns listade i Catalogue of Life.
Denna sköldpadda förekommer i östra USA och i angränsande områden av Kanada. Kanske fanns den under historisk tid även i Mexiko.